# The Best of... (album Maanamu)
The Best of... – kompilacyjny album zespołu Maanam wydany w grudniu 1986 roku nakładem wytwórni Wifon będący zbiorem najpopularniejszych w tamtym okresie utworów zespołu. Kilka miesięcy przed wydaniem płyty ukazała się kaseta magnetofonowa zatytułowana The Best of Maanam z innym zestawem nagrań. W marcu 2011 album został wydany ponownie uzupełniony o przeboje z ostatnich lat.

## Lista utworów
strona 1
1. „O! Nie rób tyle hałasu” – 3:34
2. „Simple story” – 3:25
3. „Stoję, stoję, czuję się świetnie” – 3:47
4. „Oddech szczura” – 3:18
5. „Lipstick on the glass” – 3:06
6. „Raz-dwa, raz-dwa” – 1:56

strona 2
1. „Żądza pieniądza” – 4:30
2. „Mentalny kot” – 2:40
3. „Nocny patrol” – 4:45
4. „Paranoja jest goła” – 5:12
5. „To tylko tango” – 2:30

### Wydanie z 2011 roku
1. „O! Nie rób tyle hałasu” – 3:31
2. „Simple story” – 3:21
3. „Stoję, stoję, czuje się świetnie” – 3:48
4. „Oddech szczura” – 3:19
5. „Lipstick on the glass” – 3:03
6. „Raz-dwa, raz-dwa” – 1:50
7. „Żądza pieniądza” – 4:32
8. „Mentalny kot” – 2:37
9. „Nocny patrol – 4:42
10. „Paranoja jest goła” – 5:17
11. „To tylko tango” – 2:26
12. „Życie za życie (Gdy skrzywdzisz mnie)” – 5:20
13. „Derwisz” – 3:40
14. „Bez Ciebie umieram” – 4:00
15. „Cafe Maur” – 3:42
16. „Sahara” – 3:11
17. „Po to jesteś na świecie” – 3:26
18. „Mambo” – 2:40
19. „Przystań” – 4:00
20. „Hotel Nirwana” – 3:50
21. „Trzy Imiona (Pustynia)” – 3:22

## Skład
- Kora – śpiew
- Marek Jackowski – gitara
- Ryszard Olesiński – gitara
- Krzysztof Olesiński – gitara basowa (3, 4, 7)
- Bogdan Kowalewski – gitara basowa (1, 2, 5, 6, 8, 9, 10, 11)
- Paweł Markowski – perkusja